# Horst Jäcker
 (juin 2023).
Si vous disposez d'ouvrages ou d'articles de référence ou si vous connaissez des sites web de qualité traitant du thème abordé ici, merci de compléter l'article en donnant les références utiles à sa vérifiabilité et en les liant à la section « Notes et références ».

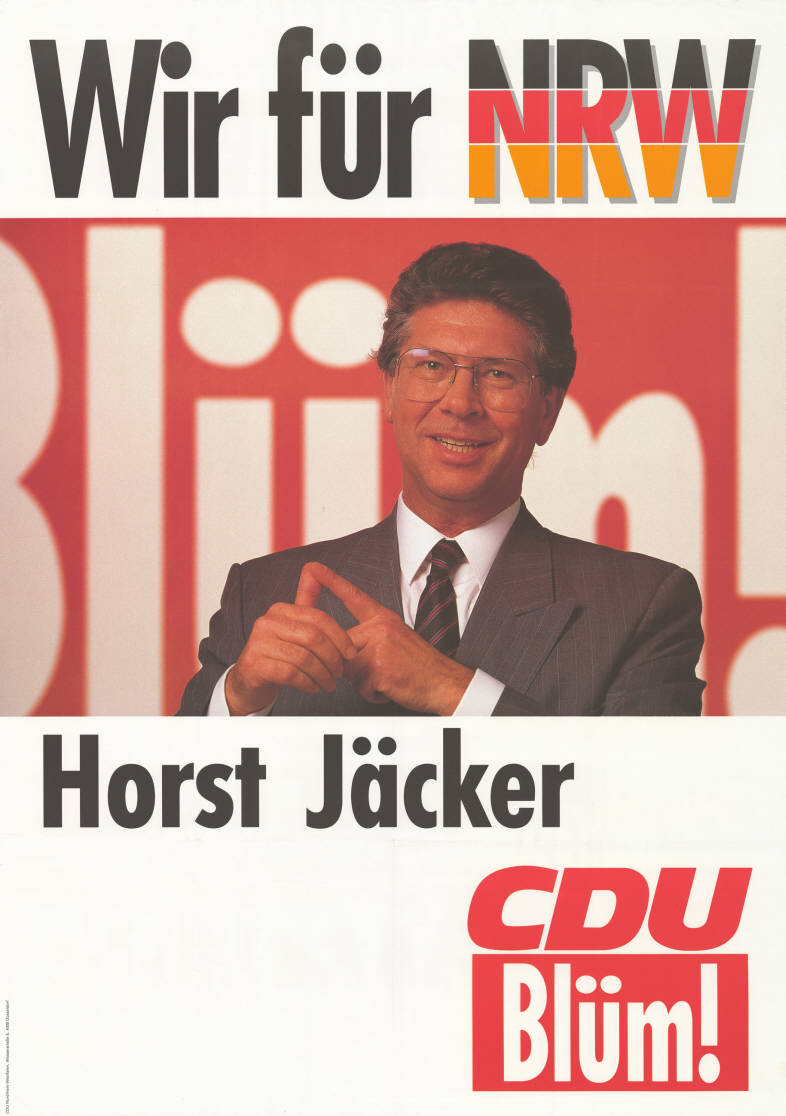
Horst Jäcker sur une affiche électorale pour l'élection d'État de 1990

Horst Jäcker (né le 21 mars 1941 à Werdohl) est un homme politique allemand et membre du Landtag de Rhénanie-du-Nord-Westphalie (CDU).

## Biographie
Après avoir étudié à l'école primaire et l'école secondaire, il travaille pour la marine marchande jusqu'en 1961. Il suit ensuite un apprentissage commercial et travaille comme représentant industriel et dans le secteur des assurances.
Jäcker est membre de la CDU depuis 1962. Il est actif dans de nombreux organes du parti.

## Parlementaire
Du 30 mai 1985 au 31 mai 1995, Jäcker est membre du Landtag de Rhénanie-du-Nord-Westphalie. Il est élu sur la liste nationale de son parti.
Il est membre du conseil municipal de Werdohl depuis 1969.